# Avitaminoza
Avitaminoze su bolesti uzrokovane hroničnom ili dugotrajnom vitaminskom deficijencijom. One isto tako mogu da budu posledica defekta metaboličke konverzije, kao što je konverzija triptofana u nijacin.
Nasuprot tome hipervitaminoza je posledica prekomernog zadržavanja u masnoći rastvornih vitamina u telu.

## Tipovi
U avitaminoze se ubrajaju
- Deficijencija vitamina A uzrokuje kseroftalmiju ili noćno slepilo
- Deficijencija tiamina uzrokuje beriberi
- Deficijencija nijacina uzrokuje pelagru
- Deficijencija vitamina B12 dovodi do megaloblastnu anemiju
- Deficijencija vitamina C dovodi do skorbuta
- Deficijencija vitamina D uzrokuje rahitis
- Deficijencija vitamina K uzrokuje umanjenu koagulaciju

## Literatura
- Lee Russell McDowell (2000). Vitamins in Animal and Human Nutrition (2. изд.). Wiley-Blackwell. ISBN 978-0-8138-2630-1.